# Julieta Serrano
Julieta Serrano Romero (Barcelona, 21 de enero de 1933) es una actriz española. Proviene de una familia de actores y comenzó en teatro de aficionados. En 2019 recibió la Medalla de Oro al Mérito en las Bellas Artes. El 25 de enero de 2020 recibió el Goya a mejor actriz de reparto por la película Dolor y gloria, de Pedro Almodóvar, convirtiéndose en la actriz de mayor edad en conseguir un Goya.  Es además Académica de Honor de la Academia de las Artes Escénicas de España de 2022.

## Biografía
Su prolífica carrera se remonta a los años 1950. Sus primeros años transcurren entre Barcelona, Casinos (Valencia) y Madrid entrando a formar parte de la compañía teatral de José Tamayo Rivas.
A lo largo de su carrera ha compaginado cine con teatro y televisión. Entre sus películas más populares se cuentan: cuatro de los mayores éxitos de Pedro Almodóvar, entre ellos Entre tinieblas y Mujeres al borde de un ataque de nervios; Mi querida señorita de Jaime de Armiñán; Tata mía de José Luis Borau; y El amante bilingüe de Vicente Aranda.
Sobre las tablas ha participado en montajes como Orquídeas a la luz de la luna, La señora de Sade, Medida por medida (1955), La Orestíada (1959), La loca de Chaillot (1962), Delito en la Isla de las Cabras (1962), La barca sin pescador (1963), Los verdes campos del Edén (1963), La casa de Bernarda Alba (1964), Un mes en el campo (1964), Los abrazos del tiempo, Romeo y Jeannette (1966), Los bajos fondos (1968), Las criadas (1969), La casa de Bernarda Alba (1976), El despertar a quien duerme (1981), Coriolano (1986), Antígona entre muros (1988), Rueda de fuego (1989), Doña Rosita la soltera (2004), Las cuñadas (2008) o Medea (2009).
Mientras que para la pequeña pantalla protagonizó varias series, entre las cuales se cuentan Tres eran tres (1973), con Emma Cohen y Amparo Soler Leal, Cervantes (1981), con Julián Mateos o Gatos en el tejado (1987), con José Sacristán, Las chicas de hoy en día o Herederos (2008-2009). En 2015, actúa en la serie de Antena 3 Algo que celebrar.
En cine ha trabajado con directores como Pedro Almodóvar o Ventura Pons.
En 2013 Julieta Serrano intervino en la representación teatral de El malentendido donde compartió protagonismo con Cayetana Guillén Cuervo.
En 2018 recibió el Premio Nacional de Teatro concedido por el Ministerio de Cultura y Deporte por su participación en Ricardo III en el Teatro Nacional de Cataluña y Dentro de la tierra en el Centro Dramático Nacional y por «su incansable búsqueda artística e intelectual, el compromiso y su generosidad en el trabajo, su cercanía y su incalculable talento interpretativo».

## Filmografía
- Secuestro en la ciudad (1965)
- El juego de la oca (1966)
- Mañana será otro día, (1967)
- 40 grados a la sombra (1967)
- Crónica de 9 meses (1967)
- Laia (1970)
- El fuego (Cortometraje, 1970) [nota 2]
- El hombre oculto (1971)
- Tirarse al monte  (1971)
- Marianela (1972)
- Mi querida señorita (1972)
- Zumo (Cortometraje), (1972)
- Abismo (Cortometraje), (1972)
- Vera, un cuento cruel (1973)
- Grandeur nature (1974)
- El amor del capitán Brando (1974)
- La prima Angélica (1974)
- Tamaño natural, (1974)
- Cría cuervos, (1976)
- In memoriam (1977)
- Soldados (1978)
- Vámonos, Bárbara (1978)
- Carne apaleada (1978)
- La familia, bien, gracias (1979)
- Cuentos eróticos (1980)
- ¡Yo qué sé! (Cortometraje, 1980)
- Pepi, Luci, Bom y otras chicas del montón (1980)
- La mujer del ministro (1981)
- Cuentos para una escapada (1981)
- Cuerpo a cuerpo (1982)
- Un genio en apuros (1983)
- Entre tinieblas (1983)
- El caballero del dragón (1985)
- Tata mía (1986)
- Matador (1986)
- Iniciativa privada (Cortometraje, 1986)
- El pecador impecable (1987)
- Material urbà (1987)
- Mujeres al borde de un ataque de nervios (1988)
- Monte bajo (1989)
- ¡Átame! (1990)
- Una de amor, (Cortometraje, 1990)
- Ho sap el ministre? (1991)
- Salsa rosa (1992)
- Cràpules (1993)
- Cucarachas, (1993)
- La febre d'or (1993) [nota 3]
- El amante bilingüe (1993)
- Continuum, (1994)
- Nexo (1995)
- La novia moderna (1995)
- Alma gitana (1995)
- Cuerpo en el bosque, (1996)
- Turno de oficio II (1996)
- Un cos al bosc (1996)
- La parabólica (Cortometraje 1996)
- La Moños (1997)
- Caricias (1998)
- Marta y alrededores (1999)
- Cuando vuelvas a mi lado (1999)
- Nosotras (2000)
- Sagitario (2001)
- Arderás conmigo (2002)
- La mirada violeta (2004)
- Treinta y cinco (Cortometraje, 2004)
- Electrohock (2005)
- ¿Y a mí quién me cuida? (2006)
- Un poco de chocolate (2008)
- La ventana abierta (Cortometraje, 2010)
- Opération Casablanca, (2010)
- Mil cretinos, (2011)
- Ojos que no duermen (Cortometraje, 2011)
- La última isla, (2012)
- Villaviciosa de al lado (2016)
- Querido Fotogramas (Documental, 2018)
- El aviso (2018)
- Dolor y gloria (2019)
- La corte de Ana (Documental, 2020)
- Madres paralelas (2021)
- Las cartas perdidas, (2021)
- Espinas (Cortometraje, 2021)
- FFG, el último gran conversador (Documental, 2021)
- Me cuesta hablar de mí (Documental, 2021)

## Actuaciones en televisión
- Gran teatro
  - El sueño de una noche de verano (2 de agosto de 1964)
- Novela

- -  Las bostonianas X (16 de junio de 1978)

- Habitación 508
  - El caballo (11 de octubre de 1966)
- Teatro breve
  - Viacrucis (1966)
- Estudio 1
  - Baile en capitanía (28 de diciembre de 1966)
  - Bodas de cobre (11 de febrero de 1972)
  - Daisy Miller (23 de marzo de 1972)
  - La gaviota II (19 de mayo de 1972)
  - Anna Christie (15 de marzo de 1976)
  - El despertar a quien duerme (18 de septiembre de 1981)
  - Las viejas difíciles (6 de noviembre de 1981)
- Teatro de siempre
  - Los milagros del desprecio (9 de febrero de 1967)
  - El cántaro roto (8 de diciembre de 1967)
  - El rey se muere (29 de marzo de 1968)
  - Esperando a Godot (30 de octubre de 1969)
  - Antígona (24 de septiembre de 1970)
  - Los veraneantes (3 de diciembre de 1970)
  - Casa de muñecas II (11 de febrero de 1971)
- Cristóbal Colón
  - Episodio 1 (1968)
- Personajes a trasluz
  - Nora (21 de julio de 1970)
- Sospecha
  - Llamada urgente (2 de enero de 1971)
- Juegos para mayores
  - Una mañana (25 de enero de 1971)
- Hora Once
  - La marquesa de O (5 de abril de 1971)
  - Blasones y talegas (4 de diciembre de 1971)
  - Flores tardías (9 de septiembre de 1972)
  - El hombre que corrompió una ciudad (1972)
- Las doce caras de Eva
  - Libra (22 de diciembre de 1971)
- Ficciones
  - Evadidos (27 de enero de 1972)
  - Los papeles de Aspern (11 de agosto de 1973)
- Siete piezas cortas
  - Los pasos no se pierden (29 de mayo de 1972)
- Tres eran tres
  - Capítulo 1 (20 de diciembre de 1972)
  - Capítulo 2 (27 de diciembre de 1972)
  - Capítulo 3 (3 de enero de 1973)
  - Capítulo 4 (10 de enero de 1973)
  - Capítulo 5 (17 de enero de 1973)
  - Capítulo 6 (24 de enero de 1973)
  - Capítulo 7 (31 de enero de 1973)
  - Capítulo 8 (7 de febrero de 1973)
  - Capítulo 9 (14 de febrero de 1973)
  - Capítulo 10 (28 de febrero de 1973)
  - Capítulo 11 (7 de marzo de 1973)
  - Capítulo 12 (14 de marzo de 1973)
  - Capítulo 13 (21 de marzo de 1973)
- Lletres catalanes
  - Pilar Prim (26 de febrero de 1974)
  - Els condemnats (11 de julio de 1977)
  - Tereseta que baixava l'escaleta (21 de febrero de 1978)
  - Ball robat (13 de septiembre de 1978)
- Los libros
  - Un hombre contra el Sol (9 de abril de 1974)
  - Una crónica de Madrid (14 de junio de 1976)
- Los pintores del Prado
  - Durero: la búsqueda de la identidad (1 de mayo de 1974)
- Telecomedia
  - El homenaje (7 de diciembre de 1974)
- El quinto jinete
  - La mujer del sueño (26 de enero de 1976)
- Teatro Club
  - La boda de los pequeños burgueses (21 de septiembre de 1976)
- Escrito en América
  - Rosaura a las diez (1 de julio de 1979)
- Novel·la
  - Algú arriba de matinada (8 de octubre de 1979)
- Cervantes
  - Episodio 1 (20 de abril de 1981)
  - Episodio 2 (27 de abril de 1981)
  - Episodio 3 (4 de mayo de 1981)
  - Episodio 4 (11 de mayo de 1981)
  - Episodio 5 (18 de mayo de 1981)
  - Episodio 6 (25 de mayo de 1981)
  - Episodio 7 (1 de junio de 1981)
  - Episodio 8 (8 de junio de 1981)
  - Episodio 9 (15 de junio de 1981)
- La voz humana
  - Antes del desayuno (14 de enero de 1987)
- Vida privada
  - Capítulo 1 (12 de noviembre de 1987)
  - Capítulo 2 (19 de noviembre de 1987)
  - Capítulo 3 (26 de noviembre de 1987)
  - Capítulo 4 (3 de diciembre de 1987)
- 13 x 13
  - Tardor perillosa (característiques), (15 de enero de 1988)
- Gatos en el tejado
  - El amor no ocupa lugar (7 de octubre de 1988)
  - Palos y astillas (14 de octubre de 1988)
  - Cantando se vienen, cantando se van (21 de octubre de 1988)
  - Secretos en reunión (28 de octubre de 1988)
  - Con el sudor de tu frente (4 de noviembre de 1988)
  - Cien años de perdón (11 de noviembre de 1988)
  - Viruelas (18 de noviembre de 1988)
  - Entre la espada y la pared (25 de noviembre de 1988)
  - Los tres pies del gato (2 de diciembre de 1988)
  - Ovejas y parejas (9 de diciembre de 1988)
  - San Pedro se la bendiga (16 de diciembre de 1988)
  - Las barbas de tu vecino (23 de diciembre de 1988)
  - Quien tiene un amigo (30 de diciembre de 1988)
- La última cena... del 88 (Película de televisión, 1988)
- Séptimo cielo
  - Apartamento 277: en el cielo se visten los santos (6 de noviembre de 1989)
- La hija de los lobos (Película de televisión, 1991)
- Las chicas de hoy en día
  - Las chicas de hoy en día se buscan la vida (23 de septiembre de 1991)
  - Las chicas de hoy en día y el problema de la vivienda (30 de septiembre de 1991)
  - Las chicas de hoy en día y las violaciones (7 de octubre de 1991)
  - Las chicas de hoy en día y las dietas (28 de octubre de 1991)
  - Las chicas de hoy en día y la primavera (18 de noviembre de 1991)
  - Las chicas de hoy en día y las vacaciones (25 de noviembre de 1991)
  - Las chicas de hoy en día y el gran papel (9 de diciembre de 1991)
  - Las chicas de hoy en día dan el salto (23 de diciembre de 1991)
- Taller mecánico
  - Los rehenes (2 de octubre de 1991)
- Quico [nota 4]
  - 34 episodios, de 1992 a 1995 [nota 5]
- No sé bailar
  - Ladrón de bicicletas (8 de octubre de 1992)
- Los ladrones van a la oficina
  - El niño y el vagabundo (24 de diciembre de 1994)
- Lazos (Película de televisión, 1995)
- Turno de oficio: 10 años después

- -  Servicios mínimos (21 de marzo de 1997)

- Sitges
  - Episodio 9 (19 de diciembre de 1996)
- Cròniques de la veritat oculta
  - Pedagogía aplicada (8 de octubre de 1997)
- Todos los hombres sois iguales [nota 6]
- Temps de silenci
  - Amants (17 de enero de 2001)
  - Matrimoni secret (24 de enero de 2001)
  - Vençuts (31 de enero de 2001)
  - La boda de la Isabel (7 de febrero de 2001)
  - Fugitius (21 de febrero de 2001)
  - Tot canvia (28 de febrero de 2001)
  - Hereus (7 de marzo de 2001)
  - Miratges (14 de marzo de 2001)
  - Destins (21 de marzo de 2001)
  - Clandestins (28 de marzo de 2001)
  - Fantasmes (4 de abril de 2001)
- Paraíso
  - Hermanas (6 de septiembre de 2001)
- Mirall trencat
  - Episodio 1 (17 de abril de 2002)
  - Episodio 2 (17 de abril de 2002)
- A medias [nota 7]
- La vida aquí (Película de televisión, 2003)
- Ana y los 7
  - El secreto mejor guardado (17 de mayo de 2004)
  - Una pregunta sin respuesta (24 de mayo de 2004)
- Los 80
  - ¿Todo el mundo al suelo? (8 de septiembre de 2004)
  - Después de la tormenta (14 de septiembre de 2004)
  - El divorcio que viene (21 de septiembre de 2004)
  - Música por derecho (28 de septiembre de 2004)
  - El fin de los días (5 de octubre de 2004)
  - Más que amigos (12 de octubre de 2004)
- El comisario
  - Las niñas del Rif (20 de marzo de 2006)
- Hospital Central
  - De repente la risa se hizo llanto (12 de abril de 2007)
  - Tras la reina (18 de abril de 2007)
  - Dudas, decisiones... y pescado fresco (25 de abril de 2007)
- Herederos
  - Mónica (18 de noviembre de 2008)
  - La firma (9 de diciembre de 2008)
  - La berrea (16 de diciembre de 2008)
- Imprescindibles (Serie documental, 2009)
- Los misterios de Laura
  - El misterio del loro azul (24 de agosto de 2009)
- Ventdelplà
  - Anades i vingudes (30 de mayo de 2010)
- Historias robadas
  - Primera parte (19 de septiembre de 2012)
  - Segunda parte (19 de septiembre de 2012)
- Ochéntame... otra vez (Serie documental, 2014)
- Algo que celebrar
  - La boda de mi hermano (7 de enero de 2015)
  - Ave María Purísima (14 de enero de 2015)
  - El cumpleaños de la abuela (21 de enero de 2015)
  - El novio de mamá (28 de enero de 2015)
  - La fiesta sorpresa (4 de febrero de 2015)
  - La novia de papá (11 de febrero de 2015)
  - No somos nadie (18 de febrero de 2015)
  - La caída de la casa Navarro (25 de febrero de 2015)
- Cuéntame cómo pasó
  - Punto límite (7 de mayo de 2015)
  - Una vida interesante (14 de mayo de 2015)
- Indetectables
  - Alto riesgo (10 de mayo de 2017)
- Arde Madrid
  - Dios es Dios, y yo soy yo (8 de noviembre de 2018)
- Caronte
  - La Laguna Estigia (6 de marzo de 2020)
  - El infierno (6 de marzo de 2020)
  - Ana (6 de marzo de 2020)
  - Salgorint (6 de marzo de 2020)
- Un asunto privado
  - La casa azul (16 de septiembre de 2022

## Teatro
- El marit va de visita (1951), de Javier Regás.
- La filla del carmesí (1951), de José María de Sagarra.
- El rei que no reia (1951), de José María Folch y Torres.
- María Rosa (1951), de Ángel Guimerá.
- La llotja (1951), de Millas Raurell.
- Els milions de l'oncle (1951), de Carlos Soldevilla.
- La vida d'un home (1952).
- María de Magdala (1954), de Andrés Llovera Utzet.
- La careta (1954), de José María de Sagarra.
- La fierecilla domada (1954), de William Shakespeare.
- La marquesa Rosalinda (1954), de Valle-Inclán.
- La rosa de papel (1955), de Valle-Inclán.
- En el camino real (1955), de Anton Chejov.
- Poema de Nadal (1955), de José María de Sagarra.
- L'arlesiana (1955), de Alfonso Daudet.
- Medida por medida   (1955), de Shakespeare.
- El libro de Cristóbal Colón   (1955), de Paul Claudel,
- El burlador de Sevilla   (1955), de Tirso de Molina,
- Usted no es peligrosa (1956), de Victor Ruiz Iriarte.
- Historia de Vasco (1957), de Georges Schehadé.
- La ciudad (1958), de Paul Claudel.

- La rosa tatuada (1958), de Tennessee Williams[6]
- Auto de la pasión (1958) de Lucas Fernández
- Antígona  (1958), de Jean Anouilh,
- El triunfo del amor   (1958), de Marivaux,
- El caballero de Olmedo  (1958), de Lope de Vega,[7]
- La dama duende  (1958), de Calderón de la Barca,
- Gigi   (1959), de Colette,
- El canto de la cigarra   (1959), de Alfonso Paso,
- El diario de Ana Frank (1959),
- La Orestiada  (1959), de Esquilo.
- Coartada (1960), de Agatha Christie.
- Lucy Crown   (1960), de Irving Shaw y Aumont,
- El reloj se paró a las cuatro   (1960), de Michael Gilbert,
- Asesinato en el Nilo   (1960), de Agatha Christie,
- Yerma  (1961), de Lorca,
- Un tranvía llamado deseo  (1961), de Tennessee Williams,[8]
- El amor es un potro desbocado  (1961), de Luis Escobar
- Los derechos de la mujer  (1962), de Alfonso Paso,
- La revelación   (1962), de René-Jean Clot,
- La dama del alba (1962), de Alejandro Casona[9]
- La loca de Chaillot  (1962), de Jean Giraudoux.[10]
- Delito en la Isla de las Cabras  (1962), de Ugo Betti.
- La barca sin pescador  (1963), de Alejandro Casona.[11]
- Los verdes campos del Edén  (1963), de Antonio Gala.[12]
- El jardín de los cerezos (1963), de Chejov,[13]
- Los melindres de Belisa  (1963), de Lope de Vega,
- La casa de Bernarda Alba  (1964), de Federico García Lorca.[14]
- Un mes en el campo  (1964), de Iván Turgénev.
- El sueño de una noche de verano (1964), de William Shakespeare.
- El arrogante español o Caballero del milagro (1964), de Lope de Vega.
- Espejo para dos mujeres  (1965), de Jaime Salom.
- Epitafio para un soñador   (1965), de Adolfo Prego.
- Los abrazos del tiempo
- Romeo y Jeannette  (1966) de Jean Anouilh.
- Numancia (1966) de Miguel de Cervantes
- Las viejas difíciles  (1966), de Carlos Muñiz.[15]
- Las mujeres sabias  (1967), de Molière.
- El burlador de Sevilla (1967), de Tirso de Molina.
- Réquiem por un girasol (1967) de Jorge Díaz
- El rey Lear  (1967), de William Shakespeare.
- Los árboles mueren de pie  (1967), de Alejandro Casona,
- El rufián castrucho (1968), de Lope de Vega.[16]
- Las mocedades del Cid (1968), de Guillem de Castro[17]
- Don Juan Tenorio  (1968), de José Zorrilla,
- Los bajos fondos  (1968), de Máximo Gorki.
- Las criadas  (1969), de Jean Genet.
- Amics i Coneguts (1969).
- La resistible ascensión de Arturo Ui  (1975), de Bertolt Brecht.[18]
- La casa de Bernarda Alba  (1976), de Federico García Lorca.
- La lección de anatomía (1977) de Carlos Mathus.
- Veraneantes   (1979), de Máximo Gorki,
- Motín de brujas   (1980), de Josép Benet i Joenet.
- El despertar a quien duerme   (1981), de Lope de Vega.
- Antes del desayuno (1981) de Eugene O'Neill.
- Doña Rosita la soltera  (1982), de Lorca.
- La señora de Tacna (1982) de Mario Vargas Llosa.
- El día que me quieras   (1982), de José Ignacio Cabrujas,
- María Rosa   (1983), de Ángel Guimerá,
- La gata sobre el tejado de zinc (1984), de Tennessee Williams.
- Coriolano   (1986), de William Shakespeare.
- La señora de Sade   (1986/87), de Yukio Mishima,
- Ai doctor quina neurosi (1987) de Joe Orton[19]
- Orquídeas a ala luz de la luna   (1988), de Carlos Fuentes,
- Un hombre es un hombre   (1988), de Brecht,
- Antígona entre muros   (1988), de José Martín Elizondo.
- Rueda de fuego   (1989), de William Shakespeare
- Los abrazos del pulpo (1989) de Vicente Molina Foix
- Interview de Mrs. Muerta Smith con sus fantasmas (1991), de Agustín Goméz-Arcos,
- Viaje de un largo día hacia la noche  (1991), de Eugene O'Neill,
- Don Juan último   (1992), de Vicente Molina Foix,
- Espectros (1993), de Ibsen.
- Las alegres comadres de Windsor  (1994), de William Shakespeare.
- La profesión de la señora Warren  (1997), de George Bernard Shaw,
- Todos eran mis hijos  (1999), de Arthur Miller.[20]
- La casa de Bernarda Alba  (2000), de Lorca,
- Verano   (2001), de Edward Bond,
- Muelle oeste   (2002), de Bernard- Marie Koltès,
- Doña Rosita la soltera  (2004), de Federico García Lorca.
- Como en las mejores familias   (2004), de Agnes Jaoui y Jean Pierre Bacri.
- Divinas palabras  (2006), de Valle-Inclán.
- Así es (si así os parece)  (2006), de Luigi Pirandello.
- Las cuñadas   (2008) de Michel Tremblay
- Medea (2009), de Eurípides.
- La sonrisa etrusca   (2011), de José Luis Sampedro
- Electra (2012), de Eurípides.
- El malentendido (2013), de Albert Camus
- Éramos tres hermanas (2014), de Chejov.
- Ninette y un señor de Murcia (2015), de Miguel Mihura

## Premios y candidaturas
Premios Goya
| Año  | Categoría                                | Película                                 | Resultado |
| ---- | ---------------------------------------- | ---------------------------------------- | --------- |
| 1988 | Mejor interpretación femenina de reparto | Mujeres al borde de un ataque de nervios | Nominada  |
| 1999 | Mejor interpretación femenina de reparto | Cuando vuelvas a mi lado                 | Nominada  |
| 2019 | Mejor interpretación femenina de reparto | Dolor y gloria                           | Ganadora  |

Premios Feroz
| Año  | Categoría               | Película       | Resultado |
| ---- | ----------------------- | -------------- | --------- |
| 2019 | Mejor actriz de reparto | Dolor y gloria | Ganadora  |

Fotogramas de Plata
| Año  | Categoría                      | Película/TV/Montaje           | Resultado |
| ---- | ------------------------------ | ----------------------------- | --------- |
| 1970 | Mejor intérprete de televisión | Teatro de siempre: Antígona   | Ganadora  |
| 1983 | Mejor actriz de cine           | Entre tinieblas               | Nominada  |
| 1986 | Mejor intérprete de teatro     | Coriolano La senyora de Sade  | Ganadora  |
| 1988 | Mejor intérprete de teatro     | Orquídeas a la luz de la luna | Nominada  |
| 1990 |                                | Quatre dones i el sol         | Nominada  |
| 2004 | Toda una vida                  | Toda una vida                 | Ganadora  |

Premios Sant Jordi de Cinematografía
| Año  | Categoría                                 | Película            | Resultado |
| ---- | ----------------------------------------- | ------------------- | --------- |
| 1972 | Mejor interpretación en película española | Mi querida señorita | Ganadora  |
| 1983 | Mejor actriz española                     | Entre tinieblas     | Ganadora  |
| 2011 | Premio a la trayectoria profesional       |                     | Ganadora  |

Medallas del Círculo de Escritores Cinematográficos
| Año  | Categoría        | Resultado |
| ---- | ---------------- | --------- |
| 2020 | Medalla de Honor | Ganadora  |

Unión de Actores
| Año  | Categoría                           | Montaje                   | Resultado |
| ---- | ----------------------------------- | ------------------------- | --------- |
| 2006 | Mejor actriz protagonista de teatro | Así es (si así os parece) | Nominada  |

Premios Valle Inclán de Teatro
| Año  | Categoría                    | Obra               | Resultado |
| ---- | ---------------------------- | ------------------ | --------- |
| 2011 | Mejor interpretación teatral | La sonrisa etrusca | Nominada  |

## Otros premios y reconocimientos
- Premio Gaudí de Honor 2014.

- Premio Nacional de Teatro 2018
- Medalla de Oro al Mérito en las Bellas Artes 2019.[2]
- En 2020 recibió el Homenaje de la Academia de Cine.[23]
- En 2021 fue galardonada con el premio Corral de Comedias del Festival de Almagro a toda su trayectoria.[24]
- En 2022 fue reconocida Académica de Honor de la Academia de las Artes Escénicas de España.[3]